# Governatori romani della Germania inferiore

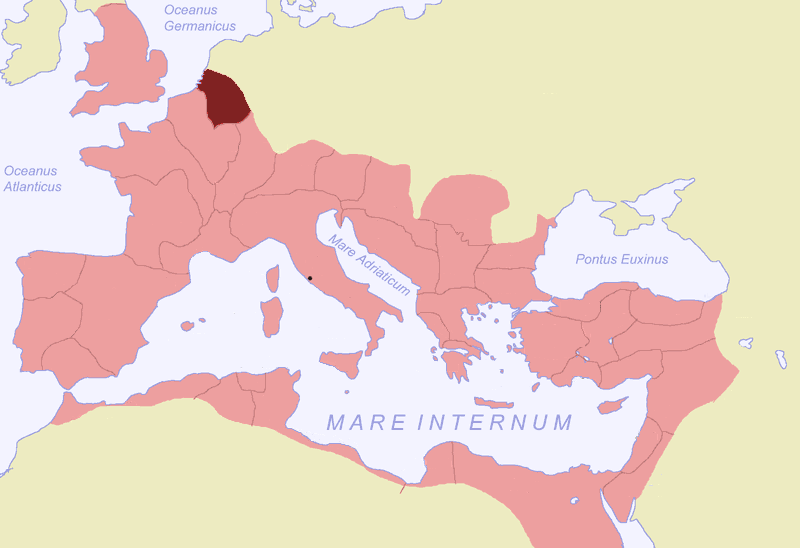
La provincia romana della Germania Inferior nell'anno 120

Si tratta di una lista di governatori romani della Germania inferiore (più tardi Germania seconda dal 395 fino all'ultimo imperatore romano di Romolo Augusto nel 476). Capitale della provincia di Germania Inferiore era Colonia Claudia Ara Agrippinensium (CCAA), la moderna Colonia.

## La provincia dellaGermania inferior
La Germania inferiore fu organizzata, da distretto militare qual era dopo la clades variana del 9, in provincia imperiale romana tra l'85 ed il 90, comprendendo vasti territori che erano appartenuti in precedenza alla Gallia Belgica. Nella provincia venne inclusa quella regione di confine racchiusa tra la foce del Reno e il basso corso della Mosella. La provincia venne affidata ad un legatus Augusti pro praetore. Nella successiva riorganizzazione tetrarchica voluta da Diocleziano (fine del III secolo), la Germania inferiore divenne parte della Diocesi delle Gallie con il nuovo nome di Germania II.
| EVOLUZIONE DELLE PROVINCE GERMANICHE     | EVOLUZIONE DELLE PROVINCE GERMANICHE   | EVOLUZIONE DELLE PROVINCE GERMANICHE   | EVOLUZIONE DELLE PROVINCE GERMANICHE    | EVOLUZIONE DELLE PROVINCE GERMANICHE    | EVOLUZIONE DELLE PROVINCE GERMANICHE    | EVOLUZIONE DELLE PROVINCE GERMANICHE    | EVOLUZIONE DELLE PROVINCE GERMANICHE    | EVOLUZIONE DELLE PROVINCE GERMANICHE    |
| ---------------------------------------- | -------------------------------------- | -------------------------------------- | --------------------------------------- | --------------------------------------- | --------------------------------------- | --------------------------------------- | --------------------------------------- | --------------------------------------- |
| prima della conquista romana             | Gallia transalpina (Galli)             | Gallia transalpina (Galli)             | Gallia transalpina (Galli)              | Gallia transalpina (Galli)              | Gallia transalpina (Galli)              | Gallia transalpina (Galli)              | Germania Magna (Germani)                | Germania Magna (Germani)                |
| dal 50 a.C.                              | Gallia Belgica                         | Gallia Belgica                         | Gallia Belgica                          | Gallia Celtica                          | Gallia Celtica                          | Gallia Celtica                          | Germania Magna (Germani)                | Germania Magna (Germani)                |
| dal 16 a.C.                              | Gallia Belgica (ampliata)              | Gallia Belgica (ampliata)              | Gallia Belgica (ampliata)               | Gallia Belgica (ampliata)               | Gallia Belgica (ampliata)               | Gallia Belgica (ampliata)               | Germania Magna (Germani)                | Germania Magna (Germani)                |
| dal 9 a.C. al 5 d.C.                     | Gallia Belgica                         | Gallia Belgica                         | Germania (distr.militare fino al Weser) | Germania (distr.militare fino al Weser) | Germania (distr.militare fino al Weser) | Germania (distr.militare fino al Weser) | Germania (distr.militare fino al Weser) | Germania (distr.militare fino al Weser) |
| dal 5 al 9 d.C.                          | Gallia Belgica                         | Gallia Belgica                         | provincia di Germania (fino all'Elba)   | provincia di Germania (fino all'Elba)   | provincia di Germania (fino all'Elba)   | provincia di Germania (fino all'Elba)   | provincia di Germania (fino all'Elba)   | provincia di Germania (fino all'Elba)   |
| dal 17 d.C.                              | Gallia Belgica (di cui facevano parte) | Gallia Belgica (di cui facevano parte) | Germania inf. (distr.militare)          | Germania inf. (distr.militare)          | Germania sup. (distr.militare)          | Germania sup. (distr.militare)          | Germania Magna (andata perduta)         | Germania Magna (andata perduta)         |
| dall'83                                  | Gallia Belgica                         | Gallia Belgica                         | Germania inferiore (scorporata)         | Germania inferiore (scorporata)         | Germania superiore (scorporata)         | Germania superiore (scorporata)         | Germania Magna (Germani)                | Germania Magna (Germani)                |
| con la riforma di Diocleziano            | Belgica I                              | Belgica II                             | Germania I                              | Germania I                              | Germania II                             | Germania II                             | Germania Magna (Germani)                | Germania Magna (Germani)                |
| da Costantino I (324) a Teodosio I (395) | Belgica I                              | Belgica II                             | Germania I                              | Germania I                              | Germania II                             | Germania II                             | Germania Magna (Germani)                | Germania Magna (Germani)                |

## Lista dei governatori
| Lista dei Governatori romani della Germania inferiore | Lista dei Governatori romani della Germania inferiore | Lista dei Governatori romani della Germania inferiore | Lista dei Governatori romani della Germania inferiore | Lista dei Governatori romani della Germania inferiore | Lista dei Governatori romani della Germania inferiore | Lista dei Governatori romani della Germania inferiore |
| ----------------------------------------------------- | ----------------------------------------------------- | ----------------------------------------------------- | ----------------------------------------------------- | ----------------------------------------------------- | ----------------------------------------------------- | ----------------------------------------------------- |
| Anno                                                  | Germania inferiore                                    | Germania inferiore                                    | Germania inferiore                                    | Germania inferiore                                    | Germania inferiore                                    | Germania inferiore                                    |
| 7-9 d.C.                                              | Publio Quintilio Varo                                 | Publio Quintilio Varo                                 | Publio Quintilio Varo                                 | Publio Quintilio Varo                                 | Publio Quintilio Varo                                 | Publio Quintilio Varo                                 |
| 10-14                                                 | ?                                                     | ?                                                     | ?                                                     | ?                                                     | ?                                                     | ?                                                     |
| 14-16                                                 | Aulo Cecina Severo                                    | Aulo Cecina Severo                                    | Aulo Cecina Severo                                    | Aulo Cecina Severo                                    | Aulo Cecina Severo                                    | Aulo Cecina Severo                                    |
| (attestato nel) 21                                    | Gaio Visellio Varrone                                 | Gaio Visellio Varrone                                 | Gaio Visellio Varrone                                 | Gaio Visellio Varrone                                 | Gaio Visellio Varrone                                 | Gaio Visellio Varrone                                 |
| 28-34                                                 | Lucio Apronio                                         | Lucio Apronio                                         | Lucio Apronio                                         | Lucio Apronio                                         | Lucio Apronio                                         | Lucio Apronio                                         |
| 34-39                                                 | ?                                                     | ?                                                     | ?                                                     | ?                                                     | ?                                                     | ?                                                     |
| 39-41                                                 | Aulo Gabinio Secondo                                  | Aulo Gabinio Secondo                                  | Aulo Gabinio Secondo                                  | Aulo Gabinio Secondo                                  | Aulo Gabinio Secondo                                  | Aulo Gabinio Secondo                                  |
| ?-46                                                  | Quinto Sanquinio Massimo                              | Quinto Sanquinio Massimo                              | Quinto Sanquinio Massimo                              | Quinto Sanquinio Massimo                              | Quinto Sanquinio Massimo                              | Quinto Sanquinio Massimo                              |
| 46-51                                                 | Gneo Domizio Corbulone                                | Gneo Domizio Corbulone                                | Gneo Domizio Corbulone                                | Gneo Domizio Corbulone                                | Gneo Domizio Corbulone                                | Gneo Domizio Corbulone                                |
| 51-54                                                 | ?                                                     | ?                                                     | ?                                                     | ?                                                     | ?                                                     | ?                                                     |
| 54-57                                                 | Aulo Pompeo Paolino                                   | Aulo Pompeo Paolino                                   | Aulo Pompeo Paolino                                   | Aulo Pompeo Paolino                                   | Aulo Pompeo Paolino                                   | Aulo Pompeo Paolino                                   |
| 57-60                                                 | Lucio Duvio Avito                                     | Lucio Duvio Avito                                     | Lucio Duvio Avito                                     | Lucio Duvio Avito                                     | Lucio Duvio Avito                                     | Lucio Duvio Avito                                     |
| 63-67                                                 | Publio Sulpicio Scribonio Rufo                        | Publio Sulpicio Scribonio Rufo                        | Publio Sulpicio Scribonio Rufo                        | Publio Sulpicio Scribonio Rufo                        | Publio Sulpicio Scribonio Rufo                        | Publio Sulpicio Scribonio Rufo                        |
| 67-68                                                 | Gaio Fonteio Capitone                                 | Gaio Fonteio Capitone                                 | Gaio Fonteio Capitone                                 | Gaio Fonteio Capitone                                 | Gaio Fonteio Capitone                                 | Gaio Fonteio Capitone                                 |
| 68-69                                                 | Aulo Vitellio Germanico                               | Aulo Vitellio Germanico                               | Aulo Vitellio Germanico                               | Aulo Vitellio Germanico                               | Aulo Vitellio Germanico                               | Aulo Vitellio Germanico                               |
| 69                                                    | Ordeonio Flacco                                       | Ordeonio Flacco                                       | Ordeonio Flacco                                       | Ordeonio Flacco                                       | Ordeonio Flacco                                       | Ordeonio Flacco                                       |
| 69-70                                                 | Gaio Dillio Vocula                                    | Gaio Dillio Vocula                                    | Gaio Dillio Vocula                                    | Gaio Dillio Vocula                                    | Gaio Dillio Vocula                                    | Gaio Dillio Vocula                                    |
| 70-71                                                 | Quinto Petilio Ceriale                                | Quinto Petilio Ceriale                                | Quinto Petilio Ceriale                                | Quinto Petilio Ceriale                                | Quinto Petilio Ceriale                                | Quinto Petilio Ceriale                                |
| 71-73                                                 | Aulo Mario Celso                                      | Aulo Mario Celso                                      | Aulo Mario Celso                                      | Aulo Mario Celso                                      | Aulo Mario Celso                                      | Aulo Mario Celso                                      |
| 73-78                                                 | Lucio Acilio Strabone                                 | Lucio Acilio Strabone                                 | Lucio Acilio Strabone                                 | Lucio Acilio Strabone                                 | Lucio Acilio Strabone                                 | Lucio Acilio Strabone                                 |
| 78                                                    | Gaio Rutilio Gallico                                  | Gaio Rutilio Gallico                                  | Gaio Rutilio Gallico                                  | Gaio Rutilio Gallico                                  | Gaio Rutilio Gallico                                  | Gaio Rutilio Gallico                                  |
| 78-80                                                 | Decimo Giunio Novio Prisco                            | Decimo Giunio Novio Prisco                            | Decimo Giunio Novio Prisco                            | Decimo Giunio Novio Prisco                            | Decimo Giunio Novio Prisco                            | Decimo Giunio Novio Prisco                            |
| 80-83                                                 | Sesto Giulio Frontino (?)                             | Sesto Giulio Frontino (?)                             | Sesto Giulio Frontino (?)                             | Sesto Giulio Frontino (?)                             | Sesto Giulio Frontino (?)                             | Sesto Giulio Frontino (?)                             |
| 87-89                                                 | Aulo Bucio Lappio Massimo                             | Aulo Bucio Lappio Massimo                             | Aulo Bucio Lappio Massimo                             | Aulo Bucio Lappio Massimo                             | Aulo Bucio Lappio Massimo                             | Aulo Bucio Lappio Massimo                             |
| 91-97                                                 | Marco Ulpio Traiano                                   | Marco Ulpio Traiano                                   | Marco Ulpio Traiano                                   | Marco Ulpio Traiano                                   | Marco Ulpio Traiano                                   | Marco Ulpio Traiano                                   |
| 97                                                    | Tito Vestricio Spurinna (?)                           | Tito Vestricio Spurinna (?)                           | Tito Vestricio Spurinna (?)                           | Tito Vestricio Spurinna (?)                           | Tito Vestricio Spurinna (?)                           | Tito Vestricio Spurinna (?)                           |
| 97-98                                                 | Lucio Licinio Sura                                    | Lucio Licinio Sura                                    | Lucio Licinio Sura                                    | Lucio Licinio Sura                                    | Lucio Licinio Sura                                    | Lucio Licinio Sura                                    |
| 98-99                                                 | Lucio Nerazio Prisco                                  | Lucio Nerazio Prisco                                  | Lucio Nerazio Prisco                                  | Lucio Nerazio Prisco                                  | Lucio Nerazio Prisco                                  | Lucio Nerazio Prisco                                  |
| 99-100                                                | ?                                                     | ?                                                     | ?                                                     | ?                                                     | ?                                                     | ?                                                     |
| 101-102                                               | Quinto Acuzio Nerva                                   | Quinto Acuzio Nerva                                   | Quinto Acuzio Nerva                                   | Quinto Acuzio Nerva                                   | Quinto Acuzio Nerva                                   | Quinto Acuzio Nerva                                   |
| 103-11                                                | ?                                                     | ?                                                     | ?                                                     | ?                                                     | ?                                                     | ?                                                     |
| 117-119                                               | Aulo Platorio Nepote (?)                              | Aulo Platorio Nepote (?)                              | Aulo Platorio Nepote (?)                              | Aulo Platorio Nepote (?)                              | Aulo Platorio Nepote (?)                              | Aulo Platorio Nepote (?)                              |
| 119-122                                               | Maniliano Gaio Licinio Pollione                       | Maniliano Gaio Licinio Pollione                       | Maniliano Gaio Licinio Pollione                       | Maniliano Gaio Licinio Pollione                       | Maniliano Gaio Licinio Pollione                       | Maniliano Gaio Licinio Pollione                       |
| 127                                                   | Lucio Celio Massimo Rufo                              | Lucio Celio Massimo Rufo                              | Lucio Celio Massimo Rufo                              | Lucio Celio Massimo Rufo                              | Lucio Celio Massimo Rufo                              | Lucio Celio Massimo Rufo                              |
| 130-13?                                               | Granio [Fabiano] Grazio [Cereale?] Geminio            | Granio [Fabiano] Grazio [Cereale?] Geminio            | Granio [Fabiano] Grazio [Cereale?] Geminio            | Granio [Fabiano] Grazio [Cereale?] Geminio            | Granio [Fabiano] Grazio [Cereale?] Geminio            | Granio [Fabiano] Grazio [Cereale?] Geminio            |
| 136-138                                               | Quinto Lollio Urbico                                  | Quinto Lollio Urbico                                  | Quinto Lollio Urbico                                  | Quinto Lollio Urbico                                  | Quinto Lollio Urbico                                  | Quinto Lollio Urbico                                  |
| 140-142                                               | ?                                                     | ?                                                     | ?                                                     | ?                                                     | ?                                                     | ?                                                     |
| 142-150                                               | Gaio Giulio Severo Secondo                            | Gaio Giulio Severo Secondo                            | Gaio Giulio Severo Secondo                            | Gaio Giulio Severo Secondo                            | Gaio Giulio Severo Secondo                            | Gaio Giulio Severo Secondo                            |
| 150-151                                               | Publio Settimio Apro (?)                              | Publio Settimio Apro (?)                              | Publio Settimio Apro (?)                              | Publio Settimio Apro (?)                              | Publio Settimio Apro (?)                              | Publio Settimio Apro (?)                              |
| 151-152                                               | Lucio Ottavio Cornelio Salvio Giuliano Emiliano       | Lucio Ottavio Cornelio Salvio Giuliano Emiliano       | Lucio Ottavio Cornelio Salvio Giuliano Emiliano       | Lucio Ottavio Cornelio Salvio Giuliano Emiliano       | Lucio Ottavio Cornelio Salvio Giuliano Emiliano       | Lucio Ottavio Cornelio Salvio Giuliano Emiliano       |
| 152-158                                               | Gneo Giulio Vero                                      | Gneo Giulio Vero                                      | Gneo Giulio Vero                                      | Gneo Giulio Vero                                      | Gneo Giulio Vero                                      | Gneo Giulio Vero                                      |
| 158                                                   | Sesto Calpurnio Agricola (?)                          | Sesto Calpurnio Agricola (?)                          | Sesto Calpurnio Agricola (?)                          | Sesto Calpurnio Agricola (?)                          | Sesto Calpurnio Agricola (?)                          | Sesto Calpurnio Agricola (?)                          |
| 158-160                                               | Tiberio Claudio Giuliano                              | Tiberio Claudio Giuliano                              | Tiberio Claudio Giuliano                              | Tiberio Claudio Giuliano                              | Tiberio Claudio Giuliano                              | Tiberio Claudio Giuliano                              |
| 15?-161                                               | Salvio Giuliano (?)                                   | Salvio Giuliano (?)                                   | Salvio Giuliano (?)                                   | Salvio Giuliano (?)                                   | Salvio Giuliano (?)                                   | Salvio Giuliano (?)                                   |
| 161-16?                                               | Gaio Settimio Severo                                  | Gaio Settimio Severo                                  | Gaio Settimio Severo                                  | Gaio Settimio Severo                                  | Gaio Settimio Severo                                  | Gaio Settimio Severo                                  |
| 170-17?                                               | Quinto Antistio Advento Postumio Aquilino             | Quinto Antistio Advento Postumio Aquilino             | Quinto Antistio Advento Postumio Aquilino             | Quinto Antistio Advento Postumio Aquilino             | Quinto Antistio Advento Postumio Aquilino             | Quinto Antistio Advento Postumio Aquilino             |
| 17?-180                                               | Giunio Macro (?)                                      | Giunio Macro (?)                                      | Giunio Macro (?)                                      | Giunio Macro (?)                                      | Giunio Macro (?)                                      | Giunio Macro (?)                                      |
| 180-185                                               | Marco Didio Giuliano                                  | Marco Didio Giuliano                                  | Marco Didio Giuliano                                  | Marco Didio Giuliano                                  | Marco Didio Giuliano                                  | Marco Didio Giuliano                                  |
| 18?-192                                               | Gaio Allio Fusciano                                   | Gaio Allio Fusciano                                   | Gaio Allio Fusciano                                   | Gaio Allio Fusciano                                   | Gaio Allio Fusciano                                   | Gaio Allio Fusciano                                   |
| 193-197                                               | Virio Lupo                                            | Virio Lupo                                            | Virio Lupo                                            | Virio Lupo                                            | Virio Lupo                                            | Virio Lupo                                            |
| 197-19?                                               | Gaio Valerio Pudente                                  | Gaio Valerio Pudente                                  | Gaio Valerio Pudente                                  | Gaio Valerio Pudente                                  | Gaio Valerio Pudente                                  | Gaio Valerio Pudente                                  |
| 199-20?                                               | Novio Prisco                                          | Novio Prisco                                          | Novio Prisco                                          | Novio Prisco                                          | Novio Prisco                                          | Novio Prisco                                          |
| 201-204                                               | Lucio Mario Massimo Perpetuo Aureliano                | Lucio Mario Massimo Perpetuo Aureliano                | Lucio Mario Massimo Perpetuo Aureliano                | Lucio Mario Massimo Perpetuo Aureliano                | Lucio Mario Massimo Perpetuo Aureliano                | Lucio Mario Massimo Perpetuo Aureliano                |
| 205                                                   | Quinto Venidio Rufo                                   | Quinto Venidio Rufo                                   | Quinto Venidio Rufo                                   | Quinto Venidio Rufo                                   | Quinto Venidio Rufo                                   | Quinto Venidio Rufo                                   |
| 20?-20?                                               | Quinto Tarquizio Catulo                               | Quinto Tarquizio Catulo                               | Quinto Tarquizio Catulo                               | Quinto Tarquizio Catulo                               | Quinto Tarquizio Catulo                               | Quinto Tarquizio Catulo                               |
| 206-210                                               | Gneo Fulvio Massimo Centumalo                         | Gneo Fulvio Massimo Centumalo                         | Gneo Fulvio Massimo Centumalo                         | Gneo Fulvio Massimo Centumalo                         | Gneo Fulvio Massimo Centumalo                         | Gneo Fulvio Massimo Centumalo                         |
| 211-212                                               | Lucio Lucceio Martino                                 | Lucio Lucceio Martino                                 | Lucio Lucceio Martino                                 | Lucio Lucceio Martino                                 | Lucio Lucceio Martino                                 | Lucio Lucceio Martino                                 |
| 212-21?                                               | Marzio Claudio Agrippa                                | Marzio Claudio Agrippa                                | Marzio Claudio Agrippa                                | Marzio Claudio Agrippa                                | Marzio Claudio Agrippa                                | Marzio Claudio Agrippa                                |
| 216-21?                                               | Marco Valerio Senecione                               | Marco Valerio Senecione                               | Marco Valerio Senecione                               | Marco Valerio Senecione                               | Marco Valerio Senecione                               | Marco Valerio Senecione                               |
| 222-22?                                               | Flavio Apro Commodiano                                | Flavio Apro Commodiano                                | Flavio Apro Commodiano                                | Flavio Apro Commodiano                                | Flavio Apro Commodiano                                | Flavio Apro Commodiano                                |
| 230-231                                               | Clodio Aurelio Saturnino                              | Clodio Aurelio Saturnino                              | Clodio Aurelio Saturnino                              | Clodio Aurelio Saturnino                              | Clodio Aurelio Saturnino                              | Clodio Aurelio Saturnino                              |
| 231                                                   | Flavio Iano                                           | Flavio Iano                                           | Flavio Iano                                           | Flavio Iano                                           | Flavio Iano                                           | Flavio Iano                                           |
| 23?-235                                               | Gaio Messio Quinto Traiano Decio                      | Gaio Messio Quinto Traiano Decio                      | Gaio Messio Quinto Traiano Decio                      | Gaio Messio Quinto Traiano Decio                      | Gaio Messio Quinto Traiano Decio                      | Gaio Messio Quinto Traiano Decio                      |
| 23?-23?                                               | Iasdio Domiziano (?)                                  | Iasdio Domiziano (?)                                  | Iasdio Domiziano (?)                                  | Iasdio Domiziano (?)                                  | Iasdio Domiziano (?)                                  | Iasdio Domiziano (?)                                  |
| 233-238                                               | Gaio Furio Sabino Aquila Timesiteo                    | Gaio Furio Sabino Aquila Timesiteo                    | Gaio Furio Sabino Aquila Timesiteo                    | Gaio Furio Sabino Aquila Timesiteo                    | Gaio Furio Sabino Aquila Timesiteo                    | Gaio Furio Sabino Aquila Timesiteo                    |
| 238-24?                                               | Lucio Domizio Gallicano Papiniano                     | Lucio Domizio Gallicano Papiniano                     | Lucio Domizio Gallicano Papiniano                     | Lucio Domizio Gallicano Papiniano                     | Lucio Domizio Gallicano Papiniano                     | Lucio Domizio Gallicano Papiniano                     |
| 25?                                                   | Quinto Tarquinio Catulo                               | Quinto Tarquinio Catulo                               | Quinto Tarquinio Catulo                               | Quinto Tarquinio Catulo                               | Quinto Tarquinio Catulo                               | Quinto Tarquinio Catulo                               |
| 259-260                                               | Marco Cassiano Postumo                                | Marco Cassiano Postumo                                | Marco Cassiano Postumo                                | Marco Cassiano Postumo                                | Marco Cassiano Postumo                                | Marco Cassiano Postumo                                |
| 260–274                                               | (!) Impero delle Gallie                               | (!) Impero delle Gallie                               | (!) Impero delle Gallie                               | (!) Impero delle Gallie                               | (!) Impero delle Gallie                               | (!) Impero delle Gallie                               |